# San Rafael (distrito)
San Rafael fue uno de los distritos que integró la subdelegación de La Estrella, en el antiguo departamento de San Fernando, provincia de Colchagua.
El territorio del distrito fue organizado por decreto del presidente José Joaquín Pérez Mascayano el 14 de agosto de 1867.

## Historia
El distrito, que ocupó el número 2.° de la subdelegación La Estrella, fue creado por decreto supremo del 14 de agosto de 1867, que divide el departamento de San Fernando en veinte subdelegaciones y numerosos distritos. El documento determina así sus límites:

Al norte y este, por el Rapel, desde el Paso de los Arrayanes hasta el punto en que desagua el estero de Pulín; al oeste, el curso de este estero hasta su unión en la quebrada del Risco Alto y desde allí la línea que sirve de límite oriental al distrito núm. 1, pasando por la cuesta del Valle, las lomas que se dirigen hacia la Poza del Toro, esta Poza y finalmente el cerro del Zapallar; y al sur, por una línea recta desde la cumbre de este cerro hasta encontrar el camino que conduce al Paso de los Arrayanes y el expresado camino hasta el Rapel.

El Decreto con Fuerza de Ley N.° 8.583 del 30 de diciembre de 1927 redistribuye el territorio del departamento de San Fernando, y los distritos se suprimen.

## Administración
La administración del territorio estaba a cargo de un inspector, quien respondía a las órdenes del subdelegado, quien tenía la potestad de nombrarlos o removerlos dando cuenta al gobernador departamental.